# Pieter Vreede
Pour les articles homonymes, voir Vreede.
Pieter Vreede, né le 8 octobre 1750 à Leyde et mort le 21 septembre 1837 à Heusden, est un homme politique néerlandais, un des chefs de file du parti des Patriotes sous la République batave.

## Biographie
Pieter Vreede est le fils d'un drapier de Leyde. Il travaille lui-même comme drapier à Leyde, puis à Emmerich am Rhein (1770-1787) et à Lierre (1787-1790). 
Pendant la révolution batave, il publie des pamphlets sous les pseudonymes de Franck De Vrij (« le libre ») ou Harmodius Friso contre le stathouder Guillaume V d'Orange. En 1785, il monte une compagnie de corps franc à Leyde, et rédige avec Wijbo Fijnje (en) un projet de constitution unitaire pour les Provinces-Unies connu sous le nom de Leids Ondwerp, le programme de Leyde. Il devient en octobre 1785 membre du comité révolutionnaire de la ville. Il s'inscrit en 1786 à l'université de Leyde, où il suit des cours de droit. En septembre 1787, la Prusse envahit les Provinces-Unies pour mettre fin à la révolution et rétablir le stathoudérat. Vreede s'enfuit dans les îles de Frise orientale puis à Lierre, dans les Pays-Bas autrichiens, où il transfère sa draperie avant de rentrer lui-même à Leyde.
En 1790, Pieter Vreede s'installe à Tilbourg, dans le Brabant néerlandais. Lorsque les Français conquièrent le Brabant en 1794, Vreede se range immédiatement à leurs côtés. Les Français sont alors très populaires parmi les patriotes car ils sont censés exporter les idées de la Révolution française en Europe. Il entre alors au comité batave de Bois-le-Duc et au comité révolutionnaire du Brabant. Après que les Français passent le Rhin et entre en Hollande à la fin de l'année, il devient membre de l'administration centrale des territoires occupés par les Français en janvier 1795. La Révolution se propage dans le pays, entraînant la fuite de Guillaume V et la proclamation de la République batave.
Il entre dans la municipalité de Tilbourg en avril 1795 et au gouvernement provisoire du Brabant en juin. Le 1er mars 1796, Pieter Vreede est élu député de Bergen op Zoom à la première assemblée nationale de la République batave, et est réélu le 1er septembre 1797. Il en est le président du 13 au 27 novembre 1797.
À l'assemblée, il est l'un des patriotes les plus radicaux, favorable à une constitution unitariste. Il souhaite un gouvernement centralisé, une dette amalgamée et un suffrage universel masculin alors que la majorité de l'assemblée est à tendance fédéraliste. Le 22 janvier 1798, il fomente un coup d'État avec l'appui du général Daendels et le soutien des Français, notamment le général Joubert et l'ambassadeur Delacroix, s'aliénant ses amis comme ses ennemis. La cinquantaine de députés restant travaille à l'élaboration d'un projet constitutionnel, toujours en suspens depuis 1795, qui est adopté par référendum le 25 avril 1798. Pour l'élection de la nouvelle assemblée, il est décidé que les deux tiers des membres de l'assemblée épurée en janvier seraient automatiquement réélus. Cela provoque la colère de Daendels qui chasse les radicaux par un nouveau coup d'État le 12 juin 1798. Vreede prend une nouvelle fois le chemin de l'exil à Lierre et rentre à Tilbourg en décembre 1798. Discrédité, il se tient à l'écart de la politique batave.
En 1800, il s'installe à Waalre. En 1815, il devient membre des États provinciaux du Brabant septentrional. Il travaille ensuite comme commissaire des douanes à Anvers, Bois-le-Duc et Utrecht avant de rejoindre l'administration centrale des douanes en 1824.

## Publications
- 1781 : 
  - Aanspraak aan Willem de V, sous le pseudonyme de Harmodius Friso ;
  - Bataafsche heldendaden in den tegenwoordigen oorlog van onzen staat met Engeland ;
- 1782 : De Oranjeboom, sous le pseudonyme de Frank De Vrij ;
- 1783 : 
  - Lierzang ter eere van Hendrik Hoofd Daniëlszoon, burgemeester van Amsterdam ;
  - Gesprek van Waermond en Vrijhart over de vrijheid der Nederlanden en den aert der ware vrijheid in Holland ;
  - Vaderlandsche feestzangen, voor een maaltijd ter aankweeking van vrijheidsliefde gehouden 26 Apr. 1783
  - Aenspraeke, gedaan aan het gezelschap, zich oefenende in de wapenhandel te Leyden ;
- 1785 : Ontwerp om de Republiek van binnen gelukkig en van buiten gedugt te maken, projet de constitution rédigé avec Wijbo Fijnje ;
- 1798 : Verandwoording van Pieter Vreede ... Lid van het voormalig Uitvoerend Bewind aan de Bataafsche natie.